# 张慧雯 (中国大陆演员)
张慧雯（1993年9月13日—），江西鹰潭人，中国女演员，毕业于北京舞蹈学院2010级中国民族民间舞系。因出演张艺谋导演的电影《归来》中的丹丹一角，成为新一位“谋女郎”並正式進入中国娱乐圈，并得到媒体广泛关注。

## 生平

### 早年
张慧雯生于江西鹰潭的一个公务员家庭，曾就读于鹰潭一中，后考入北京舞蹈学院，学习民族民间舞。因具备出色的舞蹈功底，2013年她被著名导演张艺谋选中，出演电影《归来》中“丹丹”一角，進入了中国內地娱乐圈。正式拍摄前她到中央芭蕾舞团接受了两个月的芭蕾舞特训，她在舞蹈方面的表演也得到了媒体的肯定。

### 演艺
2014年5月16日，电影《归来》全国上映，上映第一天，就以3000万的佳绩破了文艺片首日记录，最终内地收获近3亿票房，打破中国国产文艺片公映日票房、破亿速度、上映总天数、总票房数记录。张慧雯也因在电影中表现，获得了观众的肯定。
2014年5月18日，张慧雯在北京首都机场出发参加第67届戛纳国际电影节。7月5日，张慧雯受《时尚COSMO》的邀请，作为该次活动的“女神”参加时尚COSMO大连站女神节活动。9月4日，张慧雯空降上海出席LV时尚展览，深蓝色花纹上衣搭配橘色短裙撞色搭配亮相红毯，魅力十足，更是与范冰冰同台媲美。新“谋女郎”张慧雯继电影《归来》后，频繁出现在各大时尚杂志、时尚活动上，可谓是时尚界的新宠。

## 影视作品

### 电影
| 上映年份 | 电影名           | 角色          | 备注 |
| 2014     | 归来             | 丹丹          |      |
| 2015     | 栀子花开         | 言蹊          |      |
| 2016     | 使徒行者         | 小英          |      |
| 2016     | 在世界中心呼唤爱 | 夏叶          |      |
| 2019     | 大侦探霍桑       | 白牡丹/江南燕 |      |
| 2021     | 日不落酒店       | 李橘子        |      |
| 待上映   | 眨眨眼           | 林小枫        |      |

### 电视剧/网络剧
| 首播年份 | 剧名             | 角色   | 备注             |
| 2017     | 琅琊榜之风起长林 | 林奚   |                  |
| 2020     | 暮白首           | 容婳   |                  |
| 2020     | 有翡             | 吴楚楚 |                  |
| 2021     | 理想照耀中国     | 梁佩英 | 單元《劳工万岁》 |
| 2021     | 你好，火焰蓝     | 晏藍   | 网络剧           |
| 2021     | 当家主母         | 舒芳   | 网络剧           |
| 2021     | 一片冰心在玉壶   | 莫研   | 网络剧           |
| 2022     | 歡樂頌3          | 何憫鴻 |                  |
| 2022     | 我们这十年       | 易文艳 | 單元《唐宫夜宴》 |
| 2023     | 歡樂頌4          | 何憫鴻 |                  |
| 2023     | 前夜             | 蘇楠   |                  |
| 2024     | 歡樂頌5          | 何憫鴻 |                  |
| 2025     | 浴血荣光         | 杨开慧 |                  |
| 待播     | 旷野之境         | 方心瑜 |                  |
| 待播     | 鉴定             |        | 网络剧           |
| 待播     | 砺刃             | 李芸   |                  |
| 待播     | 玉茗茶骨         | 谢惠卿 | 客串，网络剧     |
| 待播     | 表妹万福         |        |                  |

## 獎項紀錄

### 大型颁奖礼奖项
| 年份 | 授獎名稱                       | 獎項           | 作品名稱 | 結果 |
| ---- | ------------------------------ | -------------- | -------- | ---- |
| 2014 | 第51屆金馬獎                   | 最佳新演員     | 《归来》 | 提名 |
| 2014 | 第9届华语青年影像论坛          | 年度新锐女演员 | 《归来》 | 獲獎 |
| 2014 | 第6届澳门国际电影节            | 最佳新人       | 《归来》 | 獲獎 |
| 2015 | 第9届亚洲电影大奖              | 最佳新人       | 《归来》 | 獲獎 |
| 2015 | 第16届华鼎奖                   | 中国最佳新人   | 《归来》 | 提名 |
| 2015 | 第18届上海国际电影节亚洲新人奖 | 最佳女演员     | 《归来》 | 提名 |
| 2015 | 第22届北京大学生电影节         | 最佳新人       | 《归来》 | 獲獎 |
| 2015 | 第15届华语电影传媒大奖         | 最佳新演员     | 《归来》 | 提名 |
| 2015 | 第15届华语电影传媒大奖         | 最佳女配角     | 《归来》 | 提名 |
| 2015 | 第30届中国电影金鸡奖           | 最佳女配角     | 《归来》 | 提名 |

### 荣誉
| 年份 | 主办单位           | 荣誉                           |
| ---- | ------------------ | ------------------------------ |
| 2014 | 英国《每日电讯报》 | 第67届戛纳国际电影节最佳着装奖 |
| 2014 | 2014YOKA风尚夜     | 年度新锐榜样奖                 |
| 2015 | 第16届申报电影盛宴 | 年度新势力奖                   |

## 社会活动
2014年5月21日，在第67届戛纳国际电影节媒体见面仪式上，张慧雯加入公益“蒲公英”项目，现场签名支持“蒲公英”贫困女童梦想计划，并录制呼吁视频，号召更多人关注贫困儿童教育。

## 人物评价
张慧雯很有悟性，《归来》虽然是她第一次演电影，但很努力，演的很好，她的表演有一定难度：红卫兵阶段，眼神特点是单纯的激情；第二阶段，沧桑，不跳舞，有失落对父母愧疚；老了只有几个镜头，但也很好。年轻演员第一次演有年代跨度的戏，和巩俐、陈道明两个最好的演员搭戏，有这样的表现很不容易（张艺谋评价）。